# Municipio de Banner (condado de Effingham)
El municipio de Banner (en inglés: Banner Township) es un municipio ubicado en el condado de Effingham en el estado estadounidense de Illinois. En el año 2010 tenía una población de 456 habitantes y una densidad poblacional de 9,76 personas por km².

## Geografía
El municipio de Banner se encuentra ubicado en las coordenadas 39°11′38″N 88°38′16″O / 39.19389, -88.63778. Según la Oficina del Censo de los Estados Unidos, el municipio tiene una superficie total de 46.7 km², de la cual 46,7 km² corresponden a tierra firme y (0 %) 0 km² es agua.

## Demografía
Según el censo de 2010, había 456 personas residiendo en el municipio de Banner. La densidad de población era de 9,76 hab./km². De los 456 habitantes, el municipio de Banner estaba compuesto por el 96,49 % blancos y el 3,51 % eran de una mezcla de razas. Del total de la población el 1,75 % eran hispanos o latinos de cualquier raza.